# Коробово (Старицкий район)
Коробово — деревня в Старицком районе Тверской области. Входит в состав сельского поселения «станция Старица».

## География
Находится в южной части Тверской области на расстоянии приблизительно 17 км на юг-юго-запад по прямой от районного центра города Старица.

## История
Деревня была отмечена ещё на карте 1825 года. В 1859 году здесь (сельцо Зубцовского уезда) было учтено 20 дворов. До 2012 года входила в состав Корениченского сельского поселения. Ныне имеет дачный характер.

## Население
Численность населения: 167 человек (1859 год), 7 (русские 100 %) в 2002 году, 0 в 2010.